# Roßkopf (Taunus)
Der Roßkopf ist ein etwa 635 m ü. NHN hoher Berg im Taunus. Mit Gipfellage im Gemeindegebiet von Wehrheim liegt er nahe der Kernstadt von Bad Homburg vor der Höhe im hessischen Hochtaunuskreis.
Auf dem Berggipfel befindet sich der Ringwall Roßkopf und innerhalb davon eine Sendeanlage, und in der nahen Umgebung liegen das Freilichtmuseum Hessenpark, die Saalburg und das Römerkastell Altes Jagdhaus.

## Geographie

### Lage
Der Roßkopf erhebt sich im Naturpark Taunus. Sein Gipfel liegt 5,7 km südsüdwestlich vom Kernort der Gemeinde Wehrheim und 2,5 km südsüdwestlich von dessen Ortsteil Obernhain sowie 6,5 km nordwestlich der Kernstadt von Bad Homburg vor der Höhe und 4,5 km nordwestlich von dessen Ortsteil Dornholzhausen.
Der Roßkopf ist die einzige bedeutendere Erhebung (Dominanz 1620 m, Prominenz 37 m) im langen Taunuskamm zwischen dem Saalburgpass (414 m) bei der Saalburg im Nordosten und dem Sandplacken (669 m) beim Römerkastell Altes Jagdhaus im Südwesten. Zum Roßkopf sind noch die nordöstlich aufgereihten Kammabsätze Kieshübel (632,8 m), Hollerkopf (615,5 m) und Weißestein (550,7 m) sowie die südwestlich benachbarte Waldkuppe Einsiedler (606,6 m) zu rechnen. Im Südosten bildet der Roßkopf eine große, steil abfallende Schulter aus, den Herzberg (591,4 m) mit Aussichtsturm und Gasthof. Auf der Ostflanke des Herzbergs kommen am reizvollen Marmorstein höhere Felsrippen zu Tage.
Etwa 1000 m südsüdwestlich des Berggipfels entspringt in einer markanten Talmulde am Habigsborn mit dem Heuchelbach ein Quellbach des Nidda-Zuflusses Eschbach. Am Fuß der weiten Nordflanke liegt das Freilichtmuseum Hessenpark.

### Naturräumliche Zuordnung
Der Roßkopf gehört in der naturräumlichen Haupteinheitengruppe Taunus (Nr. 30) und in der Haupteinheit Hoher Taunus (301) zur Untereinheit Feldberg-Taunuskamm (301.3), an die sich im Nordosten die bergnahe Untereinheit Winterstein-Taunuskamm (301.4) anschließt. Nach Südosten fällt die Landschaft in die Untereinheit Homburger Vortaunus (300.3) und nach Süden in den zur Untereinheit Altkönig Vorstufe (300.2) zählenden Naturraum Kronberger Taunusfuß (300.21) ab, die jeweils zur Haupteinheit Vortaunus (300) gehören. Nach Norden leitet sie in die Untereinheit Usinger Becken (302.5) und etwa nach Westen in die Untereinheit Pferdskopf-Taunus (302.6) über, die beide zur Haupteinheit Östlicher Hintertaunus (302) zählen.

### Berghöhe und Gipfelregion

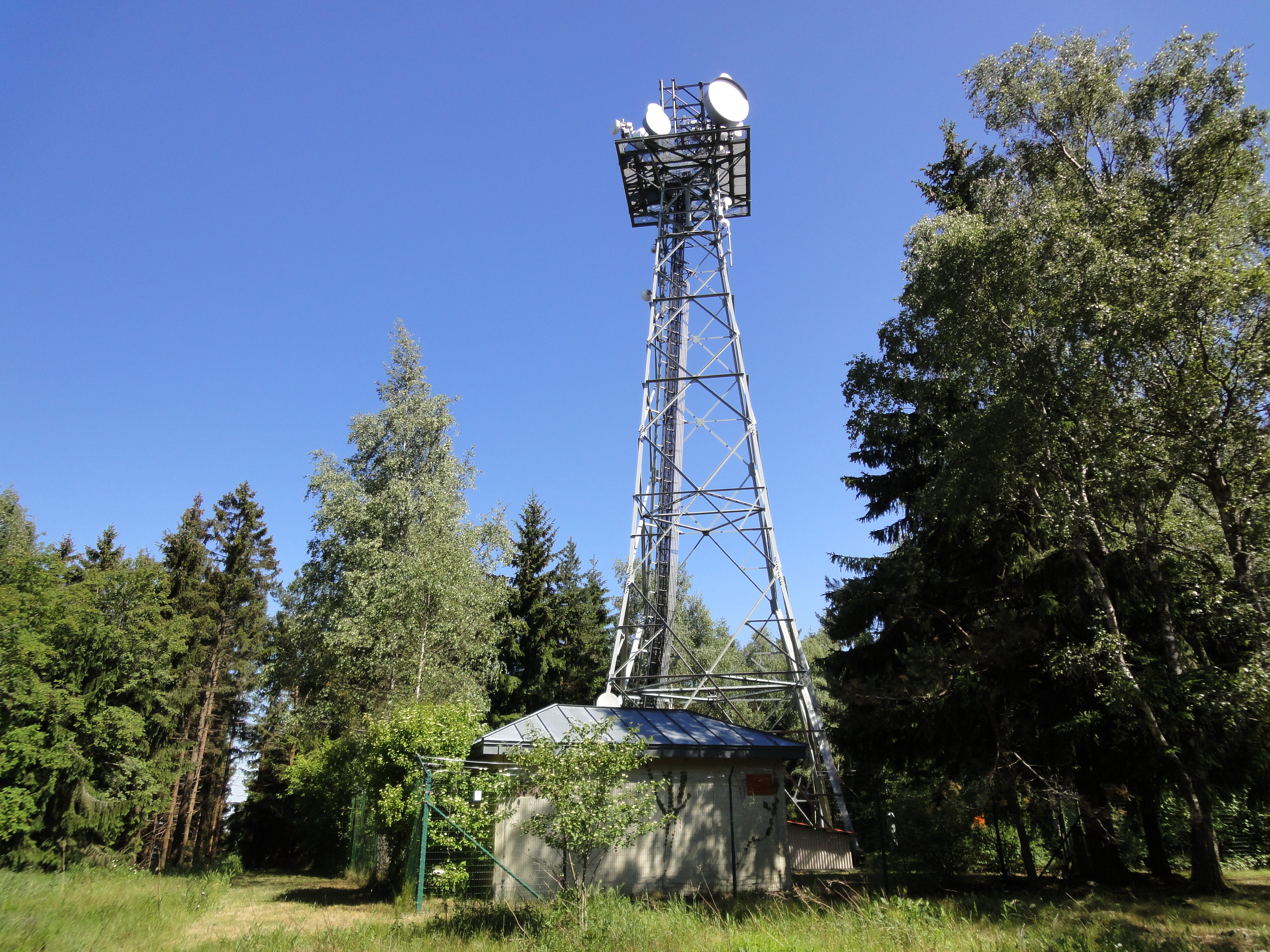
Sendeanlage auf dem Roßkopf

Der Roßkopf ist laut oberster Höhenlinie etwa 635 m hoch. Sein langgestreckter Gipfelkamm mit in Gipfelnähe vermessenem Punkt von 632,4 m Höhe liegt im Gemeindegebiet von Wehrheim. Die Gipfelregion ist von dichtem Nadelwald bestanden. Über den Kamm verlief der Obergermanisch-Raetische Limes. So sind hier unter anderem Fundamente eines Wachturms zu finden. Heute befindet sich auf dem Berg eine kleine Sendeanlage.

## Verkehr und Wandern
Vorbei am Roßberg führt im Nordosten zwischen Usingen und Dornholzhausen über den Saalburgpass bei der Saalburg die Bundesstraße 456 und im Südwesten zwischen Schmitten im Taunus und Oberursel über den Sandplacken beim Römerkastell Altes Jagdhaus die Landesstraße 3004.
Der Berg ist mit wenig Höhendifferenz über den Taunushauptkamm aus Südwesten vom Sandplacken zu erreichen. Der wegen seiner lichteren Laubwälder, steilerem Relief und dem reizvollen Aussichtspunkt am Marmorstein empfehlenswerteste Anstieg ergibt sich jedoch aus Nordosten vom Gasthof (392 m) am Kastell Saalburg über König-Wilhelms-Weg, Marmorstein und Herzberg. Entlang des Bergkammes verlaufen der Europäische Fernwanderweg E1 und der Limeswanderweg.